# Norrkrog (naturreservat)
Norrkrog är ett naturreservat i Norrköpings kommun i Östergötlands län.
Området är naturskyddat sedan 2001 och är 59 hektar stort. Reservatet omfattar branter vid norra sidan av Slätbaken på båda sidor om Norrkrog. Reservatet består av grov gammal tallskog på bergen, gamla ekar i branterna och högvuxen gran i ravinerna.